# Nom vernaculaire
Pour les articles homonymes, voir vernaculaire et nom commun.
Un nom vernaculaire ou nom commun est, en sciences de la nature, un nom indigène, usuel ou désuet, en langue locale ou nationale, donné à une ou plusieurs espèces animales, végétales ou fongiques dans son pays ou sa région d'origine. Un tel nom peut donc désigner des taxons très différents selon le contexte. 
Les noms vernaculaires sont souvent repris pour former la base des noms normalisés ou des noms vulgaires, équivalents des noms scientifiques dans une langue donnée. Malgré leur imprécision et leur frein à l'universalisation des noms, ils ont souvent la faveur du public dans le langage courant et font partie du patrimoine ethnolinguistique, de la tradition orale et de la culture populaire.

## Terminologie
Les noms vernaculaires, du latin vernaculus, « du pays, indigène, national »,, se rapportent à la langue vernaculaire, et sont issus de la tradition populaire (également appelée folklore, malgré la connotation péjorative qu’a parfois ce terme), qu’ils soient largement répandus ou propres à un parler local. Ils sont également appelés noms communs (au sens de « habituel, fréquent, usuel »), en référence à la langue commune dans laquelle ils s’inscrivent, par opposition aux noms techniques (relevant de la langue technique). Ils sont, en effet, distincts de ces derniers : du nom binominal qui est un nom scientifique « réputé latin », unique dans tout le monde scientifique, du nom normalisé (ou nom technique) choisi par des instances de normalisation et unique pour chaque langue (quand il existe) et du nom vulgaire, permettant notamment la vulgarisation scientifique et généralement créé à cette fin.
Cependant, plusieurs points communs rapprochent les noms vulgaires des noms vernaculaires. Tout d’abord, en prenant l’exemple de la francophonie, le nom vulgaire constitue, comme le nom vernaculaire, un nom français. Ensuite, les deux catégories de noms que forment, respectivement, les noms vernaculaires et les noms vulgaires, ne sont pas entièrement exclusives l’une de l’autre, les noms vernaculaires étant souvent repris pour former les noms vulgaires, ces derniers étant, dans d’autres cas, composés par traduction ou transcription des termes latins formant le nom binominal (ou autre rang taxinomique), par traduction à partir de la langue véhiculaire (anglais au Canada, japonais au Japon, etc.) ou par composition à l’aide de termes descriptifs ou expressifs.
Les définitions varient toutefois selon les sources. Ainsi, l’appellation « nom commun » renvoie parfois non pas au nom vernaculaire, mais au nom vulgaire,. Parfois encore, les appellations « nom vernaculaire » et « nom commun » sont données comme synonymes de nom vulgaire, nom usuel, ou encore nom populaire ou appellation vulgaire, et renvoient au nom français sans plus de précision,.

### Études de cas
Les oiseaux bénéficient d'une nomenclature normalisée en français. Dans le cas du moineau commun, on peut rencontrer les noms suivants :
- nom scientifique :
  - Passer domesticus - le nom binominal de l'espèce qui est un nom technique en latin ;
- noms en français :
  - Moineau domestique - le nom normalisé par la Commission internationale des noms français des oiseaux (CINFO) et la Commission de l'avifaune française (CAF)[11],
  - Moineau franc - un nom vulgaire, mais non retenu par la CINFO, ni par la CAF,
  - moineau, piaf ou pierrot - des noms vernaculaires, utilisés diversement dans le langage courant, populaire ou familier.

## Avantages et inconvénients des noms vernaculaires

### Avantages
Leur usage généralisé dans la langue courante permet de les mémoriser sans effort, en dehors des cercles de spécialistes.
Dans le cas d'hésitations de la part des taxinomistes et des variations que cela implique au niveau de la nomenclature scientifique, les noms vernaculaires peuvent parfois constituer une référence plus stable.
Enfin, leur vocabulaire souvent imagé apporte un complément d'information utile ou pittoresque qui fait partie intégrante de la culture et de la linguistique locale.

### Inconvénients
Une même espèce a beaucoup de noms vernaculaires différents, selon la langue, mais aussi dans la même langue.
Au sein de la francophonie par exemple, on a ainsi pu répertorier un très grand nombre de noms désignant l'espèce végétale Narcissus poeticus, le Narcisse des poètes ou l'espèce Narcissus pseudonarcissus, le Narcisse jaune, variant considérablement au gré de l'époque de parution des ouvrages de botanique et de vulgarisation (noms vulgaires) ou des parlers locaux (noms vernaculaires).
Certains noms vernaculaires sont communs à plusieurs espèces, parfois très différentes. Exemples : 
- La roussette, un des noms français avec saumonette, pour Scyliorhinus canicula, sorte de petit requin, or la roussette désigne aussi un nom de chauve-souris ;
- Le Bois de serpent s'appliquant à plus de dix espèces de plantes et huit genres, appartenant à six familles botaniques très différentes.

## Typographie
Les noms vernaculaires font partie du langage courant et ne prennent pas de majuscule. Cela les distingue parfois des noms normalisés ou des noms vulgaires.
Exemple : « j'ai vu une colombe aux yeux bleus », désigne dans le langage courant n'importe quelle espèce de colombe ayant des yeux bleus, la majuscule est inutile dans ce cas puisqu'il s'agit d'un nom d'usage commun, mais écrire « j'ai vu une Colombe aux yeux bleus », avec une majuscule, désigne précisément le nom normalisé de l'espèce Columbina cyanopis, la Colombe aux yeux bleus.
De même, le sens est bien différent selon la typographie, si on lit dans un même texte « un chat à pieds noirs » et « un Chat à pieds noirs (Felis nigripes) ».